# Allsvenskan de 1973
A Primeira Divisão do Campeonato Sueco de Futebol da temporada 1973, denominada oficialmente de Allsvenskan 1973, foi a 49º edição da principal divisão do futebol sueco. O campeão foi o Åtvidabergs FF que conquistou seu 2º título na história da competição.
Entre 1924 e 1972, a Allsvenskan incluía doze equipes. A temporada de 1973 foi a primeira a ter 14 equipes na disputa. Esse número se manteve até a temporada 2007, quando a quantidade de clubes foi mais uma vez aumentada.

## Classificação final
| Pos. | Equipe            | J  | V  | E  | D  | GP | GC | Pts | SG  |
| ---- | ----------------- | -- | -- | -- | -- | -- | -- | --- | --- |
| 1    | Åtvidabergs FF    | 26 | 16 | 5  | 5  | 53 | 32 | 37  | +21 |
| 2    | Östers IF         | 26 | 11 | 9  | 6  | 46 | 27 | 31  | +19 |
| 3    | Djurgårdens IF    | 26 | 13 | 5  | 8  | 53 | 38 | 31  | +15 |
| 4    | Malmö FF          | 26 | 12 | 6  | 8  | 46 | 32 | 30  | +14 |
| 5    | AIK Fotboll       | 26 | 13 | 4  | 9  | 42 | 29 | 30  | +13 |
| 6    | IFK Norrköping    | 26 | 9  | 11 | 6  | 48 | 34 | 29  | +14 |
| 7    | Landskrona BoIS   | 26 | 11 | 6  | 9  | 35 | 34 | 28  | +1  |
| 8    | Hammarby IF       | 26 | 9  | 8  | 9  | 33 | 37 | 26  | -4  |
| 9    | IF Elfsborg       | 26 | 7  | 11 | 8  | 36 | 37 | 25  | -1  |
| 10   | GAIS              | 26 | 9  | 7  | 10 | 33 | 42 | 25  | -9  |
| 11   | Örebro SK         | 26 | 8  | 8  | 10 | 42 | 42 | 24  | 0   |
| 12   | IK Sirius Fotboll | 26 | 7  | 5  | 14 | 20 | 48 | 19  | -28 |
| 13   | Örgryte IS        | 26 | 3  | 9  | 14 | 31 | 59 | 15  | -28 |
| 14   | IF Saab           | 26 | 4  | 6  | 16 | 26 | 53 | 14  | -27 |

## Premiação
| Allsvenskan 1973                   |
| Sweden                             |
| ---------------------------------- |
| ÅTVIDABERGS FF Campeão (2º título) |

## Artilharia
|     | Jogador           | Clube           | Gols |
| --- | ----------------- | --------------- | ---- |
| 1.  | Jan Mattsson      | Östers IF       | 20   |
| 2.  | Harry Svensson    | Djurgårdens IF  | 16   |
| 3.  | Kenneth Wessberg  | GAIS            | 14   |
| 4.  | Thomas Ahlström   | IF Elfsborg     | 12   |
| 4.  | Conny Andersson   | Malmö FF        | 12   |
| 4.  | Reine Almqvist    | Åtvidabergs FF  | 12   |
| 4.  | Pär-Olof Ohlsson  | Örgryte IS      | 12   |
| 8.  | Sanny Åslund      | AIK             | 11   |
| 8.  | Olle Nordin       | IFK Norrköping  | 11   |
| 10. | Sonny Johansson   | Landskrona BoIS | 10   |
| 10. | Jan Mossberg      | Örebro SK       | 10   |
| 10. | Roland Sandberg   | Åtvidabergs FF  | 10   |
| 10. | Conny Torstensson | Åtvidabergs FF  | 10   |
| 10. | Roger Fransson    | Hammarby IF     | 10   |